# ژیاردیاز

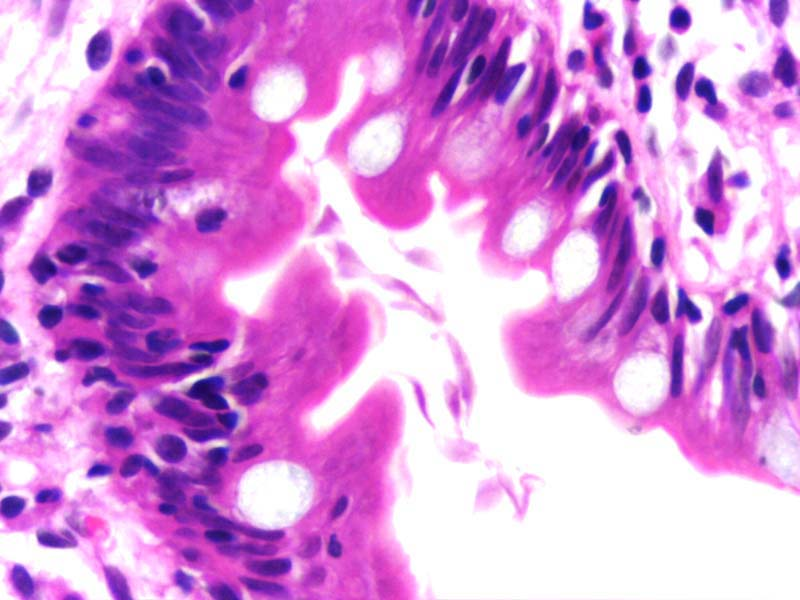
ژیاردیاز رودوی_بزرگنمایی ۴۰۰ برابر

ژیاردیاز یا ژیاردیاسیس (Giardiasis) از بیماری‌های مهم انگلی انسان و شایع‌ترین عفونت پروتوزوآیی دستگاه گوارش انسان است. ژیاردیاسیس عفونتی است که عمدتاً در روده باریک توسط انگل ژیاردیا لامبیا به وجود می‌آید.
ژیاردیاز بیشتر در اماکن پرازدحام مانند مهد کودک‌ها و دبستان‌ها شیوع دارد و مهم‌ترین علایم آن شامل اسهال غیر خونی، دل‌پیچه، تهوع، عدم تحمل شیر و سوء جذب است.
این بیماری عفونتی است که عمدتاً در روده باریک توسط انگلی به نام ژیاردیای دوازدهه‌ای (ژیاردیا لامبلیا) به‌وجود می‌آید که انگلی پروتوزوآیی تاژک‌دار دوهسته‌ای از فرمانرو برون‌کافتگان است و انگل طیف گسترده‌ای از مهره‌داران از جمله انسان است. شیوع ژیاردیاز در سطح جهانی ۲۰ تا ۳۰ درصد گزارش شده‌است.
این پروتوزوآ در روده باریک انسان به دو شکل دیده می‌شود: شکل فعال و نباتی و تکثیر شونده بنام تروفوزوئیت و شکل مقاوم و غیر فعال موسوم به کیست.